# Узумакі Наруто
Наруто Узумакі (Удзумакі) (яп. うずまき ナルト, Удзумакі Наруто) — персонаж аніме та манґи Наруто, якого створив Масаші Кішімото. Епонічний головний герой серії з вигаданого селища Схованого Листя. Селяни зневажають Наруто, тому що у ньому Дев'ятихвостий демон лис — недоброзичлива істота, що напала на Сховане Листя, яке згодом було запечатано у тілі Наруто. Незважаючи на це, він прагне стати лідером свого села, Хокаґе. Його безтурботна, оптимістична і бурхлива особистість дозволяє йому подружитися з іншими ніндзями Схованого Листя, а також ніндзя з інших сел. Наруто з'являється у фільмах серіалу та в інших засобах масової інформації, пов'язаних з франшизою, включаючи відеоігри та OVA, а також у сиквелі Боруто: Наступне покоління Наруто де його син, Боруто Узумакі, є протагоністом.
Створюючи Наруто для початкової частини серії, Кішімото зберігав характер «простого і дурного», надаючи йому багато атрибутів ідеального героя. Кішімото надав й темну сторону, додавши трагедії у минуле персонажа. Неодноразово Кішімото переглядав образ Наруто, надаючи персонажу різноманітний одяг, для зацікавлення західних глядачів і зробити його легшим для ілюстрації. Кішімото змінив дизайн Наруто до наступної частини, яка починається через два з половиною роки після початкової частини. Наруто озвучує Джюнко Такеучі в оригіналі та Мейл Фленеґан в англійських адаптаціях.

## Створення та концепція

### Дозрівання
Споглядаючи за роботою персоналу, щоб зосередити фільм на стосунках Наруто з Хінатою, Останній: Наруто фільм, Кішімото вирішив контролювати проєкт. Тим не менш, він любив дивитися на романтичні сцени Наруто та Хінати, які він не писав. У створенні фільму «Останній: Наруто фільм», Хіната робить червоний шарф для Наруто. Це було засновано на тому, як дружина Кішімото фактично зробила такий шарф, який приніс сміх персоналу розробки фільму.
Сценарист Маруо Кйозука сказав, що хоче зобразити у фільмі любовний трикутник між Наруто, Хінатою та Тонері Оцуцукі.
У 2013 році, коли Наруто досягав свого апогею, Кішімото передбачав ідею Наруто стати батьком. Це призвело до створення Боруто Узумакі, першої дитини Наруто і Хінати. Кішімото хотів, щоб Боруто діяв як його батько, але в той же час мав відмінності. Незважаючи на те, Боруто не такий прямолінійний, як Наруто. У фільмі Боруто: Наруто фільм, Кішімото розробив відносини між Наруто і Боруто. Він хотів, щоб фільм зображав відносини батька і сина (Наруто і Боруто).

## Характер
Наруто — невгамовний і непосидючий хлопець. Самотність і відсутність сім'ї змусили Наруто поводитись як клоун, часто він намагається потрапити у центр уваги завдяки своїм витівкам. Через це багато хто з його одноклакласників не сприймали Наруто серйозно, вважаючи бездарним двієчником.
Однак насправді Наруто — добра і щира людина, вірний товариш і турботливий друг. Наруто завжди говорить те, що думає, і часто це призводить до конфліктів з оточенням. Але завдяки дитячій безпосередності й визнанні власних помилок Наруто завжди вдається змінити решту людей на краще.
Наруто — веселий і дотепний хлопець, хоча його жарти часто грубуваті і неотесані. Його почуття гумору проявляється в тому, що він здатен підтримати і наділити натхненням решту незважаючи на безвихідність ситуації.
Наруто часто проявляє неймовірну витримку і незламність духу. Під час сильного емоційного потрясіння він може втратити контроль над собою і частково перетворитися на монстра. Однак це стається лише тоді, коли Наруто прагне захистити дорогих йому людей.

## Відносини між персонажами
Увійшовши у команду № 7, Наруто спочатку постійно свариться із Саске Учіха — найталановитішим студентом Академії. Їхня взаємна нелюбов призводить до неймовірного прогресу обидвох хлопців, що вважали один одного суперниками.
Однак згодом Саске рятує Наруто від атаки Хаку, підставивши своє тіло. Наруто божеволіє від втрати друга. Саме тоді він усвідомлює, наскільки Саске став йому дорогим.
Після цього Саске і Наруто стали найкращими друзями. І хоча вони обидва не показували цього відкрито, дружба між хлопцям зміцніла й окріпла. Через деякий час Саске вирішив покинути Сховане Листя. Під час вирішальної битви Наруто каже, що вони дуже схожі і згадує найщасливіші моменти життя, проведені з другом.
Однак цей бій Наруто програв. Прокинувшись вже у лікарні Схованого Листя, Наруто впадає в депресію. Він не може пробачити собі втрату друга. Згодом він знову вирушає на його пошуки, однак безуспішно. У ІІ частині Наруто продовжує шукати Саске, він поклявся, що поверне його в Коноху. Зараз він надзвичайно наблизився до цієї мети.
Здавалося, Наруто був шалено закоханий у Сакуру Харуно, яка, однак, не відповідала йому взаємністю і ставилася неприязно. Про почуття до неї дівчина починає здогадуватися аж після того, як Саске покидає Сховане Листя. Хоча спершу стосунки Наруто і Сакури важко було назвати дружніми, згодом вони стають дуже близькими одне одному. Наруто завжди розумів, що Сакура кохає Саске. Можливо, через те, що Саске був його конкурентом, він і бігав за Сакурою, щоб змогти його перемогти і в любовному плані. Однак, коли закохана в Саске Сакура переживає за Наруто, вона признається йому в коханні і пропонує зустрічатися, щоб той більше не страждав намагаючись повернути Саске. Наруто їй відмовляє і не відповідає взаємністю на поцілунок. Через пройдений час Наруто і Сакура стають найкращими друзями. Пізніше Сакура допомагає майбутній дружині Наруто зізнатися йому в її почуттях. 
Хіната Х’юґа , яка була закохана у Наруто від початку його життєвого шляху, коли він був ще слабким і ні для кого нічого не значив, і до кінця, коли він став одним із найсильніших шінобі і героєм Конохи, стає першою дівчиною, якій він свідомо зізнається в коханні. Спочатку він лише намагався врятувати її від хуліганів, які ображали її. Тоді він став героєм в її очах. Протягом всього сюжету вона вболівала і вірила в нього. Він став для неї причиною повірити в себе і тренуватися, щоб стати сильнішою. Вона постійно ніяковіла, червоніла поряд з ним і не могла й слова промовити. Він ставився до нею з турботою, захищав і підтримував її. Протягом більшої частини серіалу він не помічав її почуття і не відповідав їй коханням, а більше тільки дружбою. Однак в десятому фільмі їхні почуття розкриваються і активно розвиваються, вони вперше цілуються і усвідомлюють, що кохають одне одного. В кінці серіалу вона  стає його дружиною.

## Перша частина

### Дитинство
У Наруто був запечатаний Дев'ятихвостий Лис — Курама. І хоча Четвертий Хокаґе хотів, щоб Наруто вважали героєм, цього не сталося. Дорослі жителі уникають і зневажають Наруто, оскільки вважають його втіленням того самого демона, що майже зруйнував все селище. Його однолітки перейняли таке ж відношення. Наруто не знав, що з ним відбулося в дитинстві, і тому впродовж довгого часу не міг зрозуміти причини такої поведінки. Це було для нього важким випробуванням, і Наруто вирішив щоб не стало добитися загального визнання і пошани.
Однак для цього Наруто вирішив привернути увагу решти хуліганськими витівками. Така поведінка зовсім не сприяла вдалому навчанню в Академії Ніндзя, тому він завжди і скрізь був останнім. Хоча іноді його відвідувало натхнення до навчання — тоді його ніщо не зупиняло, ніщо не могло перешкодити йому працювати і вчитися. Наприклад, Наруто за одну ніч вивчив техніку «Тіньове клонування» рівня Джонін — хоча вранці того ж дня не міг створити і звичайного клона, що вважається набагато простішим завданням.
Спочатку Наруто стикається зі складнощами, але завдяки своїй упертості і норовливості та допомоги вчителя Уміно Іруки — першої людини, яка зрозуміла його страждання і визнала його, Наруто вдається подолати різні перешкоди, закінчити Академію Ніндзя, стати Ґенін і увійти в команду № 7

### Команда №7
Після отримання рангу Ґенін, що вдалося йому не без труднощів, Наруто потрапляє в одну команду з Саске Учіха і Сакура Харуно, двома відмінниками, якими при розподілі думали компенсувати слабкого Наруто. Проте в небезпечних для життя ситуаціях Наруто далеко не завжди виявляється на других ролях, не раз виручаючи друзів. Сьомий загін виконує різні місії під керівництвом Джоніна на ім'я Хатаке Какаші, висококласного ніндзя, якого знають навіть в інших країнах. Незважаючи на весь досвід Какаші, Наруто дивує і його.

### Перше пробудження Дев'ятихвостого лиса
Вперше Наруто використовував силу Дев'ятихвостого, коли його команда ескортували одного скупого мостобудівника на його батьківщину. Під час битви на мосту Саске і Наруто воювали з ніндзя по імені Хаку, який ув'язнив їх в «будинок з крижаних дзеркал». Наруто постійно користувався своєю улюбленою технікою тіньових клонів (Каге Буншин але Джюцу) і перевитратив сили, однак, завдяки цьому Саске зміг вперше розбудити свій шарінган й розгадати прийом, використаний Хаку.
Під час чергової атаки тіньових клонів Хаку сильно поранив Наруто (так, що той знепритомнів), але Саске прикрив його своїм тілом. При думці про те, що один загинув (хоча згодом виявилося, що це не так), що прокинувся Наруто оскаженів і цим пробудив Дев'ятихвостого Лиса, якого до того стримувала накладена на Наруто в дитинстві печатка, з часом ослабла. Сила Дев'ятихвостого була така, що у Наруто миттєво зажили всі рани і він з легкістю поранив Хаку, хоча до цього удвох з Саске вони не могли його навіть подряпати. Злість була настільки сильна, що Девятихвостий подарував Наруто дуже багато чакри, внаслідок чого він став практично невразливий.
Незвичайною здатністю Наруто є також його впертість у досягненні своїх цілей

### Екзамен на звання Чуніна
Під час першого випробовування на звання Чуніна Наруто мало не провалився — в письмовому тесті було необхідно добути інформацію так, щоб спостерігачі не могли цього помітити. Він взагалі не відповів на жодне запитання, але тим не менш, не будучи викритим у списуванні, разом з усією командою пройшов у другий іспит. Лише через якийсь час керівник випробування, (Проктор) Ібікі Моріно, зауважив, що Наруто здав абсолютно чистий, не заповнений відповідями, бланк.
Під час другого випробування, що проходив в таємничому і похмурому лісі, метою однієї команди було заволодіти сувоєм іншої команди. Проте все пішло не так, як було заплановано. У Схованому Листі з'явився злочинець Орочімару і напав на команду № 7 залишивши на шиї у Саске прокляту печатку і знищив їх сувій. Попри це команді № 7, не без допомоги Кабуто, який ввійшов їм в довіру, вдалося роздобути два відсутніх сувої і успішно закінчити випробування.
Однак всупереч очікуванням організаторів, в третю частину іспиту пройшло багато учасників, у зв'язку з чим, для скорочення учасників вдвічі, було влаштовано додаткове випробування — бій з суперником один на один. Наруто не без зусиль вдалося здолати Кібу, що воював разом зі своєю собакою Акамару; Саске переміг Йоору Акадо, що був в одній команді з Кабуто; а Сакурі разом з Іно була присуджена нічия, тому, відповідно до правил, жодна з них не пройшла далі.
Наступне випробування було призначено лише через місяць, у зв'язку з чим кожен учасник став посилено тренуватися під керівництвом свого досвідченішого шинобі — Какаші зайнявся Саске, а Наруто дістався Ебісу, який насамперед став навчати його контролю чакри і вмінню ходити по воді. Під час однієї з таких тренувань Ебісу, помітивши біловолосого чоловіка який підглядав за жінками, напав на нього, однак той з легкістю відбив атаку. Цією людиною виявився Джирайя — один з легендарних Санінів. Наруто, розуміючи наскільки він сильний, попросив того дати кілька уроків майстерності. Джирайя не тільки навчив його ходіння по воді, але і дозволив хлопчикові підписати контракт з жабами, завдяки чому він тепер міг їх викликати.
Третє випробування полягало у бою один на один з супротивником по круговій системі: у числі інших результатів Наруто здолав Неджі. Потім сталося те, чого ніхто не очікував — шинобі селища Піску і Звуку, підбурювані Орочімару, почали атаку на Коноху, а сам Зміїний Санін напав на Третього Хокаґе і потім вбив його. Наруто разом з призваним їм Королем Жаб — Гамабунтою довелося битися з Ґаарою, і опанував його тілом Однохвостим Шукаку, який був запечатаний у хлопчика. Проте все закінчилося добре — Наруто допоміг Ґаарі придушити волю монстра, в тілі якого також жив демон, так вони й стали друзями.
Після цього Наруто повертається додому на похорон загиблого Третього Хокаґе.

### В пошуках Цунаде

Намисто Цунаде

Старійшинами Схованого Листя було запропоновано Джираї очолити село як Хокаґе, проте він відмовився, стверджуючи, що є краща кандидатура — третя з Санінів, Цунаде. Відправившись разом з Наруто на пошуки, вони змогли її знайти в компанії з помічницею Шизуне. Тим не менш спочатку Цунаде висловилася негативно, як про можливість стати лідером села, так і про саму посади Хокаґе. У відповідь на це Наруто, який мріяв стати Хокаґе, викликав її на бій, проте швидко програв, але він здивував її тим, що зміг використати Расенґан, хоча і не досконало. Тим не менше вона уклала з хлопчиком парі — якщо той освоїть Расенґан, то вона не тільки визнає його шанси стати лідером села, але і подарує йому намисто, що колись належало Першому Хокаґе.

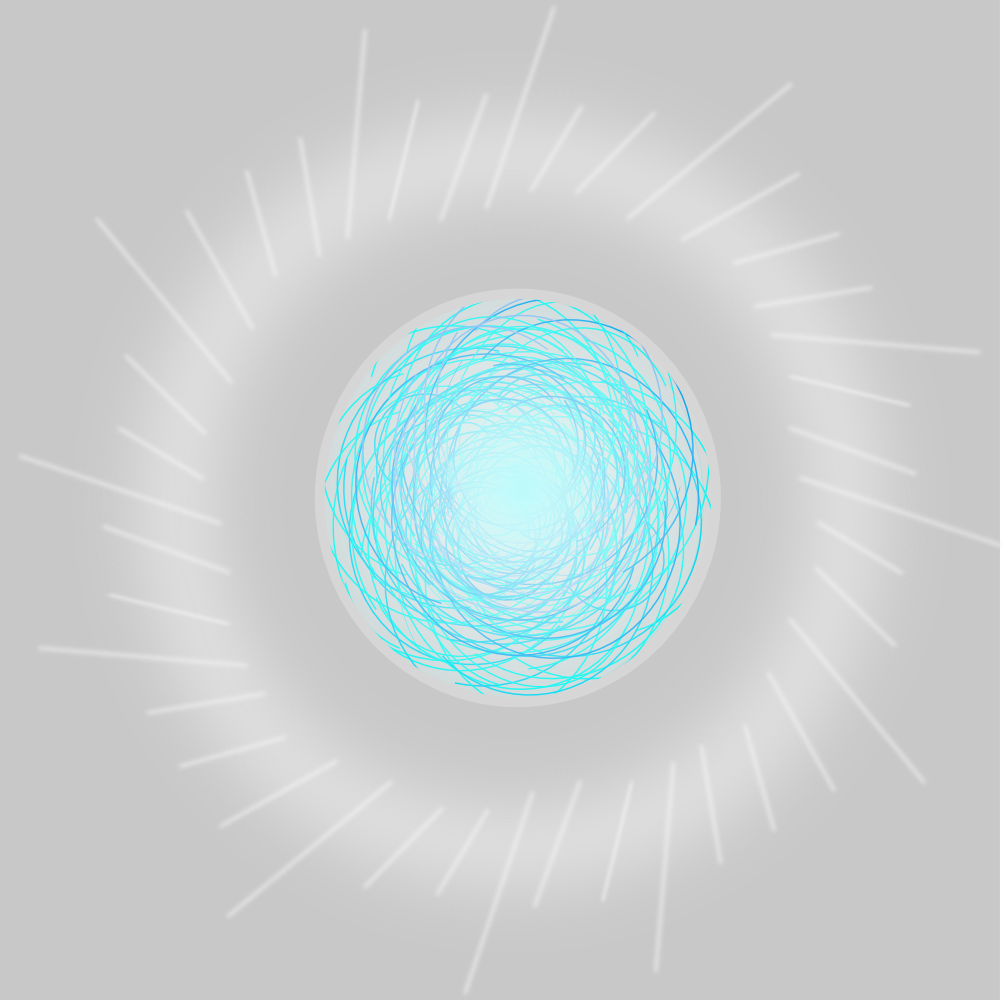
Расенґан

Через деякий час з'ясувалося, що за кілька днів до прибуття Джирайі і Наруто, з Цунаде зустрівся Орочімару, що запропонував оживити її коханого і брата в обмін на те, що вона, відома ніндзя-медик, вилікує лиходія від ран, нанесених йому Третім Хокаге. Відведений Зміїним Саніном час на роздуми підійшов до кінця і Цунаде знову з ним зустрілася. Незважаючи на всі бажання повернути близьких, вона відмовилася від пропозиції і розпочала бій проти Орочімару. Підоспілий Джирайя відвернув Орочімару на себе, а ослаблена Цунаде і Наруто зустрілися віч-на-віч з Кабуто. І ось коли здавалося, що Кабуто майже переміг, Наруто застосував проти нього вивчену техніку — Расенган. Після цього Кабуто з Орочімару змушені були відступити. Цунаде ж визнала правоту Наруто і, подарувавши йому намисто, погодилася стати Хокаге.

### Саске залишає Коноху
Через деякий час команда № 7 відправляється на чергову місію, в ході якої Саске зазнає сильних поранень. Після одужання завдяки Цунаде, Саске стає все більш невпевненим в собі, побачивши, що різниця в силі між ним і його братом, якому він жадає помститися, стає все більшою і більшою. Тому Саске вирішує покинути Сховане Листя і стати на сторону Орочімару для отримання сили. Проте Орочімару має намір використовувати його як резервуар для своєї душі, використовуючи заборонену Техніку Безсмертя, таким чином отримавши його шарінґан. Сакура намагається зупинити Саске при виході з селища, але непритомніє, отримавши удар в потилицю від нього. Цунаде посилає в гонитву за ним команду з п'яти чоловік, серед яких є і Наруто Удзумакі. Наруто вдається досягти Саске на межі Країни Звуку, але він програє важкий бій зі своїм колишнім товаришем, який залишає його непритомним, але живим.

## Друга частина

### Нова зустріч
Дія II частини манги, «Naruto: Shippuuden», відбувається через майже 3 роки після того, що було описано в I частини. Повернувшись Наруто виглядав дорослішим (йому вже 15 років) став сильнішим, швидким і навіть розумнішим. Деякі його якості все-таки залишаються такими ж: він виявляється єдиним зі всіх однолітків, хто залишився на рівні Ґенін — всі останні за два з половиною роки, що залишилися за кадром, отримали ранг Чунін, а деякі навіть Джонін (Неджі, Канкуро і Темарі) і Казекаґе Ґаара. Зображення П'ятої хокаге, також як і її попередників на цій посаді, з'явилося на скелі яка нависала над Конохою.
Какаші, бажаючи перевірити сили своїх учнів, також як і кілька років тому влаштував для Наруто і Сакури випробування, метою якого було заволодіти дзвіночком. Копіюючий ніндзя був серйозно налаштований — цього разу використовував свій шарінган, однак в останній момент Наруто проявив хитрість — почав голосно розповідати зміст нового роману Джірайі, і Какаші, який так любив їх читати і не хотів знати наперед сюжет, закрив вуха руками, тим самим дозволивши двом опанувати дзвіночками.

### Порятунок Гаари
Після цього Наруто відразу ж був втягнутий у велику місію з порятунку Гаари. Команді Какаші вдалося прорватися в притулок Акацукі, де був захований Казекаґе, в той час як команда Гая боролася з тіньовими клонами, які охороняли притулок. Розділившись, Сакура і Чійо залишилися битися з Сасорі, а Наруто і Какаші почали переслідувати Дейдару. Какаші, використовуючи Манґекьо Шарінґан, зміг перемістити праву руку Дейдари в інший вимір, і коли Наруто вже був готовий схопити злодія, член Акацукі підмінив себе на клона і підірвав його, і тільки сила доджюцу Какаші змогла відправити вибухову хвилю також в інший вимір. У той же час Сасорі, вже смертельно поранений, розповів про те, що він повинен був найближчим часом зустрітися зі своїм шпигуном, підісланим до Орочімару. Команді Гая також вдалося здолати своїх супротивників.

### У схованці Орочімару
Послаблений використанням шарінґана, Какаші на довгий час ліг до лікарні і як тимчасову йому заміну, Цунаде поставила досвідченого члена АНБУ Ямато. У той же час Данзо, що жадав зміщення П'ятої Хокаге, пролобіював члена Кореня АНБУ Сая, як заміну Саске, який покинув команду № 7 раніше.
Сформована четвірка вирушила на міст, де за словами Сасорі, він повинен був зустрітися зі своїм шпигуном. Проте все пішло не так як планувалося — опинившись шпигуном Кабуто напав на підставного Сасорі, в якого перетворився Ямато, і в той же час на місці подій з'явився Орочімару. Наруто, Сакура і Сай які ховалися в схованці також вийшли із засідки, зіткнувшись з Саніном віч-на-віч.
В розгніваному його словами Наруто пробудився Курама, поступово збільшивши число хвостів до 4-ох. У такому вигляді він напав на Орочімару, який з великими труднощами вдавалося відбивати його атаки. Ямато розпочав здійснення техніки з придушення в Наруто Хвостатого Звіра, і в той же час Сай, що діяв за наказом Данзо, запропонував Орочімару свою допомогу, як гарантію своєї правдивості надавши особисті справи всіх членів АНБУ, і разом з ним і Кабуто відправився в одну з схованок.
Повернувшись в звичайний стан Наруто, Сакура і Ямато, завдяки клону останнього, виявили укриття і проникли в нього. Знайшовши лист вбивств, який був у всіх членів АНБУ і Кореня, вони розуміють, що вбивство Саске і є справжня місія Сая, який в цей же час виявив місце-знаходження своєї мети і почав атаку використовуючи своїх намальованих звірів. У відповідь на це Саске зробив сильний вибух, який частково зруйнував схованку. Ямато, Сакура і Наруто по звуку виявили їх і опинилися віч-на-віч з молодшим Учіха, який спробував вбити колишнього друга, проте того врятував Сай.
Саске, використовуючи шарінґан, вдалося проникнути в підсвідомість Наруто і побачити всередині нього Кураму. Кабуто і Орочімару, що з'явилися на місці бою, забрали Саске з собою стверджуючи, що ніндзя Листя ще зможуть стати в пригоді для знищення членів Акацукі. Після цього Сай оголосив іншим членам команди, що незважаючи ні на що, він розумів їхні почуття і бажання повернути одного в Сховане Листя.

### В пошуках Саске
Одужавши Какаші спільно з Ямато допоміг Наруто удосконалити техніку Расенгана, включивши в неї використання Стихії Вітру. Згодом за допомогою Расен-сюрікена в битві з Какузо він зміг знищити відразу два серця супротивника, внісши величезний внесок у перемогу шинобі, які боролися.
Після цього до Конохи докотилася шокуюча новина — Саске вбив Орочімару, і Цунаде доручила сформувати велику команду, метою якої було виявлення слідів членів Акацукі і самого Учіха на території країни. Міні-групу в особі Наруто, Хіната і Ямато виявив Кабуто і передав їм книгу, яка містила відомості про членів Акацукі, і після довгих філософських розмов показав їм, що він пересадив собі частини тіла вбитого Орочімару, причому Хіната за допомогою б'якугана зауважила, що третину його тіла вже вражена чужорідною чакрою. Незважаючи на атаку Наруто і Ямато, Кабуто вдалося сховатися.
Через деякий час всі команди почули сильний вибух, що прокотився на багато кілометрів. Зустрівшись вони за допомогою Кіби і Акамару, встановили, що там стався бій з участю Саске і попрямували слідом за його запахом. На їх шляху став Тобі (причому Какаші зауважив, що в його оці є шарінган), і пов'язана з цим затримка не дозволила їм дістатися до Саске, який між тим здобув перемогу над Ітачі.
Після того як Пейн напав і знищив Коноху, Наруто приходить на допомогу. Пейн був сильним супротивником і Наруто не міг його перемогти. Йому на допомогу виходить Хіната, яка як і всі інші боїться Пейна, але її почуття до Наруто виявляються сильнішими за страх смерті і болю. Ця сцена стала однією з переломних в розвитку стосунків між персонажами в майбутньому. Після того, як Хіната нарешті зізнається в своїх почуттях, вона помирає. Наруто піддається величезному болю і ненависті, що змушує Лиса заволодіти його тілом і майже серцем. Однак, тато Наруто Мінато допоміг йому, з'явившись після смерті за допомогою техніки, яку виконав перед смертю. Наруто приходить до тями і перемагає всі тіла Пейна. Однак Перед тим як Наруто врятував усіх, Нагато, головне тіло, що контролювало всіх інших Пейнів, вбив Какаші, Шизуне і багато інших мешканців Конохи. Наруто найшов справжнього Пейна і домовився з ним, щоб той воскресив всіх хто загинув, але взамін Нагато віддав своє життя. Цунаде впала в кому і тому появилася потреба в Шостому хокаге.

### Четверта світова війна шинобі
Шостим Хокаге стає Данзо, який наказує деяким людям з АНБУ слідкувати за Наруто. Данзо відправляється на збори П'яти Каге, де раптово з'являється Саске із своєю командою «Така» і розпочинає двобій між Данзо, де останній зазнав поразки і загинув. Тобі, лідер Акацукі, через відмову Каге видати Хвостатих Бідзю, оголошує про початок Четвертої Війни Шинобі.
За рішенням ради Наруто і Кілера Бі, Джінчурікі Восьмихвостого, відправляють на острів-черепаху в Країні Блискавки, задля того, щоб уберегти їх від Акацукі. В цей момент розпочинаються і військові дії. На острові Кілер Бі навчив Наруто контролювати свого Джічурікі.
Тобі викрадає у мертвого Нагато Рінеган, велике додзюцу (додзюцу — «сила очей»), убивши фактично колишню учасницю Акацукі Конан. На сторону Акацукі також пристає Якуші Кабуто, колишній учень Орочімару, який зазнав мутації тіла внаслідок паразитуючих клітин уже мертвого учителя, які сам Кабуто собі і пересадив. Починаються бої між сторонами: на стороні Акацукі б'ються численні клони Зецу і призвані за допомогою Едо Тенсей померлі ніндзя, а на стороні Альянсу — шинобі п'яти країн.
Наруто і Кілер Бі покидають острів і відправляються на війну. Поки Бі ходив у туалет, Наруто зробив декілька тисяч клонів, що розійшлись по всьому полі битви. Наруто дуже допоміг на війні, бо саме він може бачити справжнього Зецу. Також він вступає в битву з Третім Райкаге — Шинобі, що не має слабких місць. З допомогою Бі та Хачібі Наруто розуміє що Райкаге має слабке місце — він може поранити сам себе. Саме цим скористався Наруто і Третього Райкаге знешкодили. Також Наруто брав участь у битві з Учіха Мадара та Другим Мізукаге. Після цього справжній Наруто та Бі зустрічають Нагато та Ітачі. В кінці битви Ітачі робить Аматерассу — але не успішно, око, яке він заховав у ворону, було насправді дуже сильне гендзюцу. Теперь Ітачі захищає Коноху, і вбиває Нагато. Далі Наруто та Бі відправляються на фінальне поле битви, а Ітачі, розуміючи що треба зупинити трупів, шукає Кабуто.
Там вони зустрічаються у поєдинку з Тобі (вже з рінеганом і в новій масці та одязі) і його «новими шляхами Пейна» — шістьма поверненими до життя джінчурікі. В той самий час всі п'ять каге, лідери селищ, б'ються проти призваного Кабуто другого Цучікаге і Мадари Учіха. Всі здивовані — хто ж тоді ховається під маскою Тобі (адже він називав себе Мадарою Учіхою)? Як тільки Ітачі зупиняє Смертельне Воскресіння (Едо Тенсей) всі джінчурикі розпадаються на частини. Битва Тобі, Наруто і Бі продовжується — Гай та Какаші, прагнучи допомогти, приєднуються до битви. В самій битві Какаші розуміє — Тобі це не Мадара Учіха, а його найкращий друг — Учіха Обіто.
Команда заманює противника в пастку — і Наруто, використовуючи Расенган, пробиває маску Тобі. Обіто, та тільки прийшовший Мадара, готуються до воскресіння Десятихвостого Біджу — Джубі. За допомогою чакри Кінкаку й Гінкаку та щупальця восьмихвостого який залишився бісля бою Бі і Саске воскрешає Джубі. В цей час всі країни та всі Шинобі, прибувають на місце битви. Під час битви гине Неджі, Шукаку та Іноічі, але вони померли не даром — врешті-решт Наруто та Саске, що, дякуючи Ітачі, зробив правильний вибір, а також Орочімару (якого воскресив Саске), Суйгетсу, Карін, Джуго та чотири перших Хокаге і всі-всі на полі боя завдають фінального удару по Обіто — знешкоджуючи його. Джубі повернувся в Гедо Мазо і бій продовжується.
У кінці битви Наруто з Обіто говорять про те хто такий Учіха Обіто — герой чи злодій? І головний герой чекає вибору Обіто, потиснути руку чи померти як злодій…
Пізніше дія відбувається в користь Учіхи Мадари — він повертається до життя (до цього він був воскрешеним технікою Едо Тенсей), витягає з Наруто і Бі їхніх біджу для воскресіння Джубі другий раз . Саске намагається вбити Мадару, але натомість сам помирає . Наруто ледь живий …
По ходу воєнних дій Наруто помирає, але стараннями Обіто, який запечатує в нього другу половину Курами (який був запечатаний у Мінато, якого ще недавно воскресив Саске), Наруто повертається до життя, але до цього він вже на тому світі встиг зустрітися з Рікудо і отримати від нього силу, яку тієї миті отримав і Саске, через що обоє повернулись до життя . Наруто отримав силу Рікудо, хоча без Ріннегана . Війна продовжується…

## Техніки
Завдяки тому, що у Наруто закований Дев'ятихвостий Лис, хлопець володіє просто неймовірними запасами чакри. Тому витривалість і стійкість Наруто дивує навіть наймогутніших шинобі. Завдяки цьому Наруто здатен боротися із супротивниками протягом декількох днів та використовувати водночас величезну кількість тіньових клонів, що іншому було би не під силу.
Завдяки наполегливості Наруто вивчив техніку Тіньового клонування, а згодом розвинув її, створивши особливий вид — « Наруто Рендан». Також Наруто вивчив техніку Расенґан, удосконаливши її до вищого рівня — Расенґан Вітру, а потім й до найвищого, (навіть його батько (Четвертий Хокаґе) не зміг удосконалити його до такого рівня)- Расенґан Сюрикен або Вітровий Сюрикен, але така техніка є дуже небезпечною і тому Наруто виконує її лише в режимі Санніна якому він навчився після смерті Джирайї у його (Джирайї) вчителя — жаби з гори Міобоку — Фукасаку.